# Munida sinensis
Munida sinensis is een tienpotigensoort uit de familie van de Munididae. De wetenschappelijke naam van de soort is voor het eerst geldig gepubliceerd in 1989 door Zong & Wang.